# Chrysoprasis atrata
Chrysoprasis atrata là một loài bọ cánh cứng trong họ Cerambycidae.